# Mycetophila contigua
Mycetophila contigua är en tvåvingeart som beskrevs av Walker 1848. Mycetophila contigua ingår i släktet Mycetophila och familjen svampmyggor. Inga underarter finns listade i Catalogue of Life.